# Pelegrina Pastorino

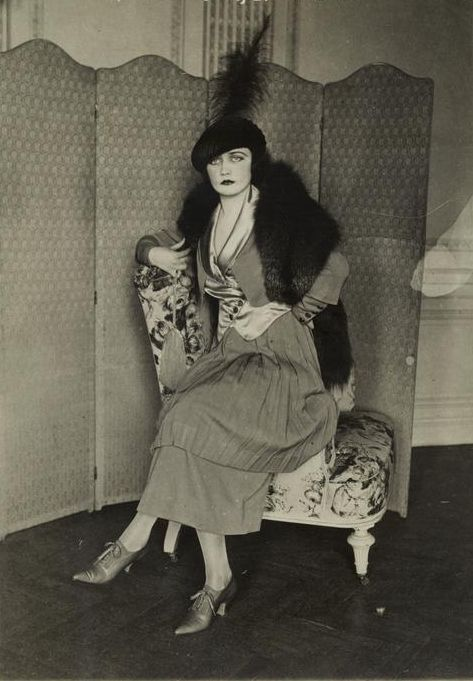
"Péle", Pelegrina Pastorino, Lady's Fashion Catalogue, Temporada de primavera, Editorial Harrods Buenos Aires, marzo de 1925.

Pelegrina Pastorino, más conocida como Péle (Génova, 1902 - Buenos Aires, 1988), fue una reportera de moda femenina argentina, editora de moda, traductora de críticas, educadora feminista y miembro del Grupo de Florida. Fue una activista en el movimiento de los derechos de las mujeres durante los años 1930 y 1940.

## Trayectoria
Péle nació en el Palazzo Pastorino, construido por el arquitecto italiano Gino Coppede (1866-1927), uno de los principales exponentes del Art Nouveau, ubicado en Vía Bartolomeo Bosco 57, Génova, Italia. El Palazzo ha sido construido para la acaudalada familia Pastorino y está situado en Portoria, el centro de Génova.
Más tarde en su infancia, llegó a Buenos Aires, Argentina, con su familia inmigrante a una edad temprana, viajará por a las Américas visitando a los familiares de sus padres primera escala en New York, en EEUU, luego Río de Janeiro, Brasil, una escala en Montevideo, Uruguay, y finalmente se radicará en Argentina viviendo en las ciudades de Córdoba y Buenos Aires, una vez que alcanzó la madurez, su familia la envió de regreso a Italia para terminar la escuela superior. Allí estudió moda, bellas artes y letras en la "Academia di Belle Arti di Brera" en Milán. Inicialmente, Péle comenzó su carrera como modelo y relaciones públicas para la compañía británica Harrods, representando comerciales de moda que promovían la igualdad de las mujeres y las tendencias de la moda feminista, llevando pantalones de mujer a la Argentina y participando en comerciales para la compañía de cigarrillos Primeros "cigarros para damas" propio del empresario griego-argentino Aristóteles Onassis.

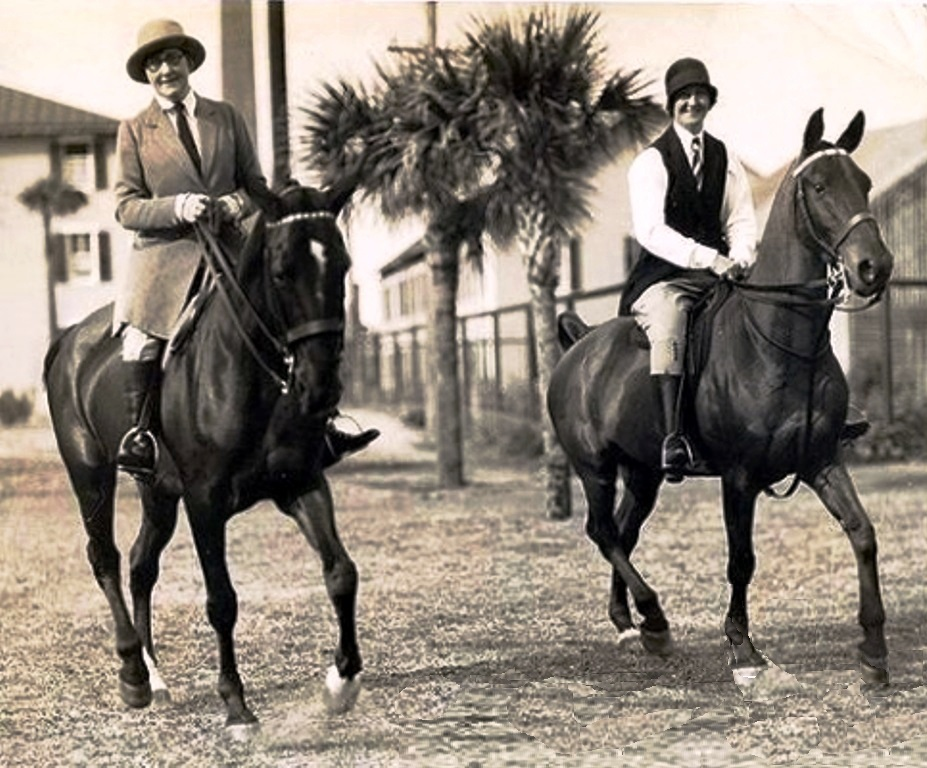
Pelegrina Pastorino y María Rosa Oliver, en el Club Hurlingham (Argentina), fotografía tomada en 1938 por el fotógrafo Shesha Pereyra-Iraola.

Contrajo matrimonio con el ensayista Nicolás Barrios Lynch.

### Trabajo periodístico
Comenzó a participar en el Movimiento Feminista mientras trabajaba en Sur, revista literaria publicada desde 1931 hasta 2002. Su trabajo con María Rosa Oliver como traductora multilingüe le permitió proporcionar contenido editorial enfocado en el reconocimiento de la igualdad de las mujeres en el ámbito laboral y en la sociedad, en general. Participó de compromisos feministas internacionales desde su puesto como asistente privada de la escritora feminista argentina Victoria Ocampo.

Péle (izquierda) y Victoria Ocampo (derecha) en 1972, en la biblioteca de la propiedad Ocampo en Palermo Chico, actual sede del Fondo Nacional de las Artes. Archivos
Villa Ocampo

### Trabajo humanitario
Durante la Segunda Guerra Mundial, Péle participó en el rescate de mujeres y niños que salían de Europa encontrándoles hogares en Argentina, Uruguay y Brasil, mediante el programa de asistencia a la capacitación de refugiados de la Cruz Roja Internacional y la Unesco.